# Henry Storm
Ernst Henry Ivar Storm, född 31 januari 1920 i Hagfors, död där 9 oktober 2012, var en svensk elitdomare och troligen den enda domaren från Sverige som under sin karriär dömt fotboll, bandy och ishockey på elitnivå.
Storm inledde sin domarkarriär vid 28 års ålder och dömde till en början främst fotbollsmatcher. Han dömde över 500 fotbollsmatcher runt om i Sverige och övriga Europa ur olika divisioner, av dessa 13 matcher i Fotbollsallsvenskan. Storm närvarade bland annat under Europacupmatchen mellan ASK Vorwärts Berlin och Manchester United på Walter Ulbricht Stadion i Berlin, Tyskland den 17 november 1965 där han ansvarade som huvuddomare. Året därpå agerade han som linjedomare i Europacupmatchen mellan Celtic och FC Nantes den 7 december 1966 inför närmare 46 000 personer. 
Under större delen av höst- och vinterhalvåret dömde Storm ishockey och bandy på både elit- och lägre nivåer. Henry Storm slutade sin domarkarriär 1969, då 49 år gammal.

### Fotnoter
1. ↑  ”vf.se Domarlegendaren Storm”. Arkiverad från originalet den 20 augusti 2010. https://web.archive.org/web/20100820173628/http://www.vf.se/sport/ovrig-sport/domarlegendaren-storm. Läst 28 juli 2010.